# Necropolítica
Necropolítica é um conceito filosófico que faz referência ao uso do poder social e político para decretar como algumas pessoas podem viver e como outras devem morrer; ou seja, na distribuição desigual da oportunidade de viver e morrer no sistema capitalista atual.

## Visão geral
O filósofo camaronês Achille Mbembe, autor de On the Postcolony (2001), foi o primeiro estudioso a explorar o termo "necropolítica" em profundidade no ensaio Necropolitics, publicado em 2003 na revista Raisons Politiques e como livro em 2019. A necropolítica é frequentemente relacionada ao "biopoder", conceito criado pelo filósofo Michel Foucault para referir-se ao uso do poder social e político para controlar e disciplinar a vida das pessoas.
Na visão de Mbembe, a necropolítica é mais do que o direito de matar (droit de glaive), mas também o direito de expor outras pessoas (incluindo os próprios cidadãos de um país) à morte. Sua visão da necropolítica também inclui o direito de impor a morte civil ou social, o direito de escravizar outrem, e outras formas de violência política. A necropolítica é uma teoria dos "mortos vivos", ou seja, uma forma de analisar como "as formas contemporâneas de subjugação da vida ao poder da morte" forçam alguns corpos a permanecerem num estado entre a vida e a morte, como acontece nas fronteiras da Europa com milhares de africanos mortos por afogamento no Mediterrâneo.
Mbembe usa os exemplos da escravidão, do apartheid, a colonização da Palestina e a figura do terrorista suicida para demonstrar como diferentes formas de necropoder sobre o corpo (estatista, racializado, estado de exceção, urgência, martírio) reduzem pessoas a condições de vida precárias. Para ele, a forma mais bem sucedida de necropoder é a ocupação colonial contemporânea da Palestina.
Se na época colonial utilizava-se a violência para conseguir mais rentabilidade, na pós-colonial a violência converteu-se num fim ela mesma. Segundo Mbembe, a soberania não se situa no interior das fronteiras do estado-nação ou das instituições internacionais, mas no poder de decidir quem pode viver e quem há de morrer segundo critérios estritamente econômicos. Deixar morrer ou viver, são os limites da soberania. As guerras dependem de empresas privadas em conjunção ou não com estados. Já não se trata de conquistar territórios nem submeter populações, mas de obter benefícios imediatos e recursos estratégicos, quanto mais melhor. Esta evolução do sistema, batizada como "necropolítica", reduz os seres humanos a mercadorias, para trocar ou jogar no lixo, segundo os interesses do mercado.
| “ | (...) a expressão máxima da soberania reside, em grande medida, no poder e na capacidade de ditar quem pode viver e quem deve morrer. Por isso, matar ou deixar viver constituem os limites da soberania, seus atributos fundamentais. Exercitar a soberania é exercer controle sobre a mortalidade e definir a vida como a implantação e manifestação de poder. | ” |
|   | — Achille Mbembe, Necropolítica. |   |

O sociólogo mexicano José Manuel Valenzuela utilizou o conceito para uma discussão sobre biopolítica, juvenicídio e narcocultura na América Latina.

## Necropolítica "queer"
A pensadora Jasbir Puar criou a expressão "necropolítica queer" para analisar a indignação da comunidade LGBTQ+ em relação aos ataques a pessoas homossexuais, no período pós-atentados de 11 de setembro de 2001, e sua cumplicidade com a islamofobia (não deixando espaço para homossexuais não-brancos). Com frequência, a expressão "necropolítica queer" de Puar é utilizada com o conceito de "vida precária" de Judith Butler.